# Delta-Air-Lines-Flug 9570
Der Delta-Air-Lines-Flug 9570 war ein Trainingsflug der Delta Air Lines, der am 30. Mai 1972 auf dem Greater Southwest International Airport in Fort Worth, Texas mit einer Douglas DC-9-14 durchgeführt wurde. Während des Fluges kam es zum Kontrollverlust und Absturz der Maschine, wobei alle vier Insassen ums Leben kamen. 

## Maschine
Bei der Maschine handelte es sich um eine sechseinhalb Jahre alte Douglas DC-9-14, die im Werk von McDonnell Douglas in Long Beach, Kalifornien endmontiert wurde. Der Rollout der Maschine erfolgte am 14. November 1965, am 26. November 1965 wurde die DC-9 an Delta Air Lines ausgeliefert. Die Maschine wurde mit dem Luftfahrzeugkennzeichen N3305L  zugelassen und erhielt die Flottennummer 205. Das Flugzeug trug die Werknummer 45700, es handelte sich um die 11. Douglas DC-9 aus laufender Produktion. Das zweistrahlige Schmalrumpfflugzeug war mit zwei Triebwerken des Typs Pratt & Whitney JT8D-7 ausgestattet. Bis zum Zeitpunkt des Unfalls hatte die Maschine eine Gesamtbetriebsleistung von 18.998 Betriebsstunden absolviert.

## Insassen und Flugplan
Der Flugplan sah die Durchführung von Trainingsflügen im Bereich des Greater Southwest International Airport in Fort Worth, Texas vor. Es befanden sich lediglich vier Besatzungsmitglieder an Bord der Maschine, drei Piloten der Delta Air Lines und ein Fluginspektor der Federal Aviation Administration.

## Unfallhergang
Entsprechend dem Flugplan führte die Besatzung mehrere An- und Abflüge als Trainings- bzw. Prüfungsflüge durch. Als sich die Maschine dann um 7:24 Uhr Landebahn 13 des Flughafens näherte, begann sie über der Landebahnschwelle um die Längsachse (Rollachse) zu pendeln. Nach einigen Pendelbewegungen rollte die Maschine schlagartig in extremen Winkel nach rechts. Die rechte Tragefläche streifte die Landebahn, woraufhin die Maschine zu Boden stürzte, auseinanderbrach und in Flammen aufging.

## Opfer
Bei dem Unfall wurden alle vier Personen an Bord der DC-9 getötet. Drei der Opfer starben durch die Aufprallkräfte, das vierte Opfer durch das Inhalieren von Brandgasen.

## Ursache
Es stellte sich heraus, dass die Maschine aufgrund von Wirbelschleppen abgestürzt war, die von einer Douglas DC-10 erzeugt wurden, mit der zu diesem Zeitpunkt der American-Airlines-Flug 1114, ebenfalls ein Trainingsflug, durchgeführt wurde. Mit der DC-10 war unmittelbar vor dem Anflug der DC-9 gerade ein Touch-and-Go-Manöver durchgeführt worden. Die Piloten der DC-9 verloren die Kontrolle über ihre Maschine, als diese von der Wirbelschleppe erfasst wurde.  Die Besatzung war durch die Flugsicherung zwar vor den Wirbelschleppen gewarnt worden, die damaligen Anflugverfahren auf Sicht boten jedoch keinen hinreichenden Schutz. Die Untersuchungsbehörde machte diesbezüglich in ihrem Abschlussbericht insgesamt acht Verbesserungsvorschläge.